# 동두천종합운동장
동두천종합운동장(東豆川綜合運動場, Dongducheon Stadium)은 대한민국 경기도 동두천시에 있는 스포츠 시설이다. 인조잔디 필드와 우레탄 트랙이 갖춰진 다목적 경기장이며, 1997년 9월에 준공되었다.

## 참고 문헌
- “동두천종합운동장”. 동두천시청.
- 〈동두천종합운동장〉. 《두피디아》. 두산.
- 《2019년 전국 공공체육시설 현황 (2018년말 기준)》. 대한민국 문화체육관광부. 2020.
- 《2023 전국 공공체육시설 현황 (2022년 12월말 기준)》. 대한민국 문화체육관광부. 2024.